# AT센터
aT센터는 서울 서초구 양재동에 위치한 준정부기관 한국농수산식품유통공사 부속의 종합 전시 컨벤션센터이다. 'aT'는 '농업(agro)'과 '무역(trade)' 의 머릿글자를 본땄으며 한국농수산식품유통공사에서도 같은 로고를 사용하고 있다.
개관 당시에는 '농수산물무역진흥센터'라고 불렸으나 다목적 전시행사 및 무역 비즈니스 개최지원 등에 따라 현재의 명칭으로 불리고 있다. 
한국농수산식품유통공사 본사가 전라남도 나주시로 이전하면서 현재는 한국농수산식품유통공사 서울지사가 상주하고 있으며 에이플(주)가 위탁운영을 맡고있다. 

## 개요
각종 전시 및 행사, 무역 비즈니스 등을 개최지원하고 건물을 대여하는 역할을 해주고 있으며 한국농수산식품유통공사의 농수산물 국제경쟁력 강화 목적 및 수출업무 지원강화 등의 목적으로 설립되었다.
1998년 현재의 자리에 착공, 2002년 11월에 완공하였으며 주요 전시장과 회의장, 수출상사관 등이 있고 제1전시장과 제2전시장으로 나뉘어있다.
주변에는 매헌시민의숲, 윤봉길의사기념관, 양재꽃시장 등이 인접해있으며 강남대로변에 위치해 있어 교통편도 편리하다. 신분당선 양재시민의숲(매헌)역을 통해 지하철로도 인접할 수 있다.

## 주변시설
- 시민의 숲
- 윤봉길의사기념관
- 양재꽃시장
- 한국농수산식품유통공사 (일부 부서)

## 같이 보기
- 한국농수산식품유통공사
- 에이플(주)
- 서울무역전시컨벤션센터